# Roberto Danubio
Roberto Danubio (jap. ロベルト・ダヌビオ, * 25. Juli 1957 in Neapel) ist ein Karateka, 7. Dan (Wadokai JKF)
Danubio bekam im Jahr 2012 als bis dahin einziger Nicht-Japaner von der Japan Karate Federation (JKF) in der Stilrichtung Wado-Ryu den 7. Dan Wadokai verliehen und wurde damit als Großmeister in der Kampfkunst Karate anerkannt. Roberto Danubio ist einer der wenigen Instruktoren und Prüfungsexperten in Europa, der durch die Japan Karatedo Federation of Wadokai lizenziert ist. Er zählt zu den führenden Technikern dieser Stilrichtung in Europa.

## Leben
Roberto Danubio wurde in Italien geboren, mit elf Jahren emigrierte er zusammen mit seiner Familie 1968 in die Schweiz. Er sprach damals noch kein Wort Deutsch. Eine Lehre als Werkzeugmacher brach er ab und arbeitete fortan in verschiedenen Aushilfsjobs. 1978, mit 21 Jahren begann er dank seines Bruders Shotokan Karate zu erlernen und spezialisierte sich später auf Wado-Ryu Karate. Er ist verheiratet mit Eveline Danubio und hat zwei Söhne.

## Weg zur Kampfkunst
Am 15. August 1983 bestand Roberto Danubio als erster Schweizer eine Wadoryu-Danprüfung. In den 70er und 80er Jahren nahm er an diversen Meisterschaften teil. Die Wadokai Instruktoren, welche Roberto Danubio am meisten geprägt haben, waren Shingo Ohgami (8. Dan Wadokai) und Hideho Takagi. Durch den Kontakt zum japanischen Grossmeister Shingo Ohgami fand Danubio Zugang zum Budo-orientierten Karate. Nach Erachten von Shingo Ohgami ist Roberto Danubio einer der wenigen, die versuchen den Weg des Budo sowohl im technischen als auch im ideologischen Sinne zu folgen.

## Internationale Instruktortätigkeit
Im Jahr 2010 publizierte Roberto Danubio ein zweisprachiges Lehrbuch auf Deutsch und Englisch, welches seither in 18 Ländern vertrieben wurde und inzwischen als Standardwerk für die Karate-Stilrichtung Wado-Ryu gilt. Im selben Jahr veröffentlichte Roberto Danubio auch eine Video-Serie mit allen Katas und Kumite für Anfänger und Fortgeschrittene. Diese Publikationen trugen dazu bei, dass Roberto Danubio auch international als Instruktor gefragt war. Seit vielen Jahren organisiert und leitet Roberto Danubio ein internationales Wado Summer Camp in Filzbach, Kerenzerberg.

## Kampfkunstschule Renshin Kan (Dojo)
Im Jahr 1984 übernahm Roberto Danubio die Karateschule seines Bruders, eröffnet 1978 in Weinfelden, und gab ihr später den Namen „Renshin Kan“. 1995 stieg Eveline Danubio (6. Dan Wadokai JKF) als Instruktorin und Geschäftsinhaberin in die Karateschule ein und trug wesentlich zur Entwicklung des Renshin Kans bei. Eveline Danubio begann mit 20 Jahren Karate zu erlernen. Ihre erste Schwarzgurtprüfung legte sie 1995 ab. Eveline Danubio ist eine der höchstgraduierten Wado-Ryu Karatemeisterinnen der Schweiz und Mitglied der Dan-Prüfungskommission des Swiss Wadokai Karatedo Renmei (SWKR). Eine kurze Zeit lang führten Danubios zusätzlich auch in Ermatingen ein „Renshin Kan“. Danubios unterrichten alle Altersstufen (Kinder, Erwachsene und Senioren) in der traditionellen Kampfkunst und bildeten in den vergangenen Jahrzehnten zahlreiche Schwarzgurte aus. Das Renshin Kan gilt in der Szene als eines der renommiertesten Dojos in der Schweiz. Es wurde zudem vom Thurgauer Sportforum mehrfach für seine Tätigkeit geehrt.

## Swiss Wadokai Karatedo Renmei
Roberto Danubio gründete zusammen mit Gianni Baccaro und Alessandro Aquino am 25. Februar 2008 den Verein Swiss Wadokai Karatedo Renmei (SWKR) in Weinfelden. An der darauffolgenden Delegiertenversammlung wurde die SWKR als Untersektion der Swiss Wadokai Karatedo Organisation (SWKO) anerkannt. Mittlerweile sind 11 Schulen mit über 700 Mitgliedern an der SWKR angeschlossen. Der Verein wurde für die Pflege und Weiterführung des traditionellen japanischen Wadoryu Karate in der Schweiz gegründet. Roberto Danubio präsidierte bis 2025 den Verein Swiss Wadokai Karatedo Renmei und hat die Karate-Gemeinschaft auf vielfältige Weise geprägt und inspiriert. Durch sein Engagement und seine Führungsrolle hat er dazu beigetragen die Karate-Gemeinschaft zu stärken und zu verbinden. Sein Einfluss reicht über nationale Grenzen hinaus, da seine Arbeit international geschätzt wird und viele Karateka von seiner Erfahrung profitieren.
Der SWKR ist eine Untergruppe des Verbands der Swiss Wadokai Karatedo Organization (SWKO) und dieser eine Sektion der Swiss Karate Federation (SKF). Die Swiss Karate Federation zeichnete am 6. Juli 2025 im Rahmen des internationalen Karate Summer Camp - Renshin Kan in Filzbach, Kerenzerberg feierlich Roberto Danubio für seine langjährigen Verdienste mit dem 8. Dan (SKF) aus.

## Publikationen
- Roberto Danubio: Wadoryu Karatedo: Kihon, Kata, Kumite. 2010. ISBN 978-3-03302264-5.  - Kantonsbibliothek Thurgau, abgerufen am 22. April 2025
- Traditionelles Wadoryu Karatedo (DVD), 2010 - Kantonsbibliothek Thurgau, abgerufen am 22. April 2025
- SWKR Kyu-Prüfungsprogramm, 2024 (Redaktion: Eveline und Roberto Danubio, Peter Schindler und Luca Aquino, Gestaltung: Alessandro Aquino); Swiss Wadokai Karatedo Renmei.